# Manfred Mann’s Earth Band
Manfred Mann’s Earth Band (kurz MMEB) ist eine britische Rockband um den südafrikanischen Keyboarder Manfred Mann.

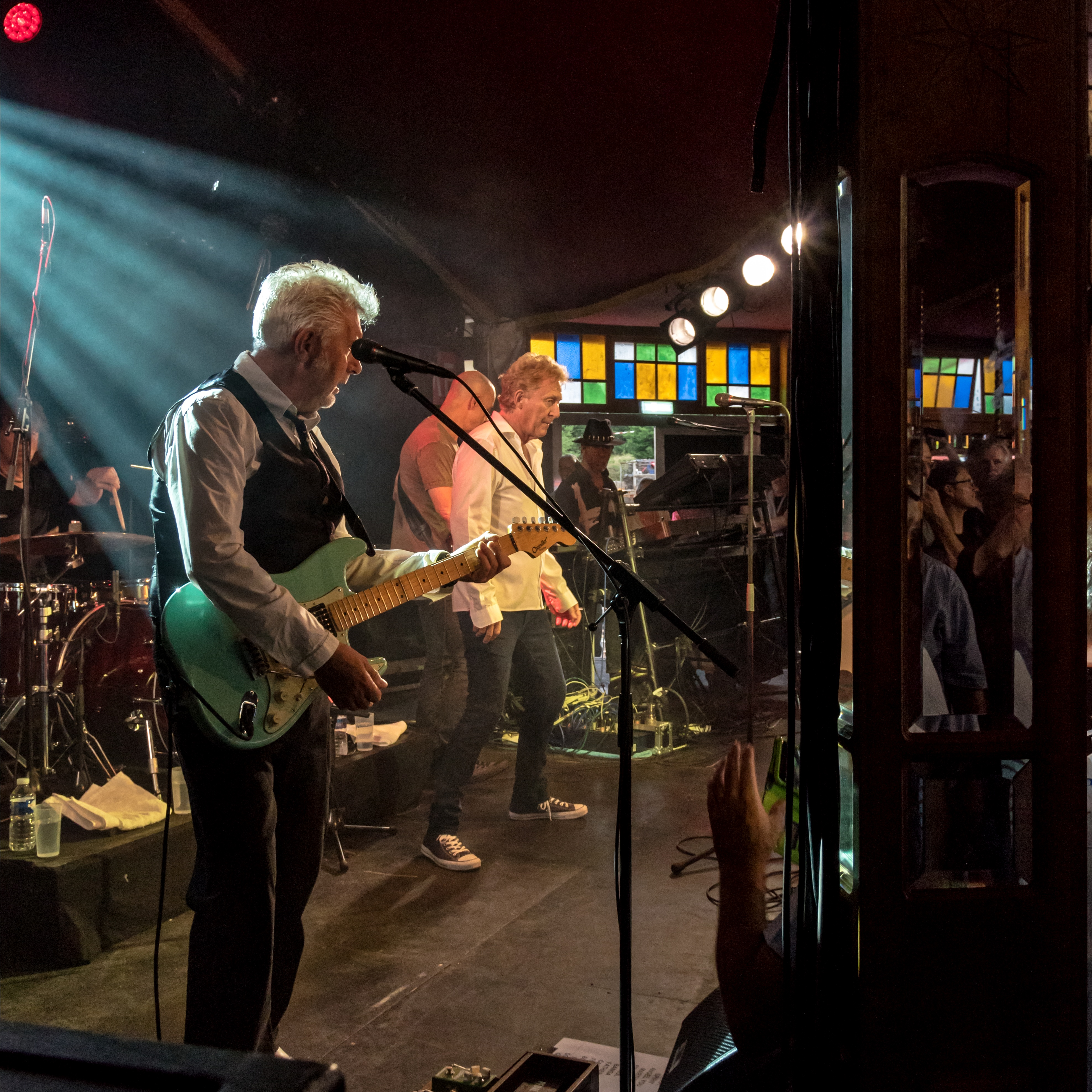
Manfred Mann’s Earth Band, Zelt-Musik-Festival 2017 Freiburg

## Geschichte

### 1971–1975
Nach großen Erfolgen mit seiner Band „Manfred Mann“ in den 1960er Jahren gründete Manfred Mann 1971 zusammen mit Colin Pattenden, Chris Slade und Mick Rogers seine Earth Band.
Das erste Album, das schlicht unter dem Titel Manfred Mann’s Earth Band erschien, zeigt noch deutliche Einflüsse aus Manns R&B-Zeit in den 1960er Jahren. Der Stil ist am ehesten als Bluesrock zu beschreiben, allerdings finden sich deutliche Anleihen beim Jazz Rock (Miles Davis’ Alben In a Silent Way und Bitches Brew hatten 1969 für den Brückenschlag zwischen Jazz und Rock gesorgt), Rhythm & Blues und experimenteller Musik. Die Songs sind zum Teil selbst geschrieben, zum Teil gecovert. Mit Please Mrs Henry findet sich auf dem Album auch das erste Bob-Dylan-Cover der Earth Band, in spätere Konzert-Setlists sollte es aber nur Captain Bobby Stout schaffen, geschrieben von Lane Tietgen, der der Earth Band 1977 mit Martha’s Madman einen jahrzehntelangen Konzert-Klassiker liefern sollte.
1972 folgt mit Glorified Magnified das zweite Album, das bereits deutlich mehr in Richtung des Stils weist, der für die Earth Band später markant wurde: lange, rhythmisch ausgefeilte Instrumentalteile. Die Basis bilden überwiegend selbstgeschriebene Songs, die Mann zusammen mit Ko-Produzent Dave Hadfield komponierte. Außerdem findet sich auf dem Album eine Cover-Version eines Dylan-Klassikers, der bei der Earth Band auf einigen Versionen des Albums verkürzt nur It’s All Over Baby Blue benannt ist.
Im Folgejahr erschien mit Messin’ ein Album, das sich wieder mehr dem Bluesrock zuneigte. Den namensgebenden Song hatte Mann noch vor Gründung der Earth Band zusammen mit Mike Hugg für deren damalige Band Chapter III geschrieben. Unüberhörbar sind aber auch die musikalischen Anleihen von den beiden Vorgängeralben.
Ebenfalls 1973 erschien das vierte Album, Solar Fire, der Beginn einer Phase, in der die Band sich stark am Progressive Rock orientierte. Die Einflüsse von King Crimson, Emerson, Lake and Palmer und Yes sind unüberhörbar. Signifikant waren nun lange, von Orgel, Minimoog und E-Gitarre bestimmte Instrumentalteile. Das Album war in der Aufnahmephase von Motiven aus Gustav Holsts Orchestersuite Die Planeten beeinflusst, zu deren Veröffentlichung Holsts Witwe jedoch ihre Zustimmung verweigerte. Einzig die Single Joybringer, nicht im Album enthalten, zitiert ein Holst-Motiv (Jupiter, the Bringer of Jollity). Als Eröffnungsstück diente ein aufwendiges Arrangement des Stückes Father of Day, Father of Night von Bob Dylan. Die Erfolgsformel der Earth Band wurde ab diesem Zeitpunkt, Kompositionen anderer Künstler zu covern und ihnen ihren eigenen, unverwechselbaren Sound zu verleihen.
Das folgende Album The Good Earth (1974) führte das mit Solar Fire aufgenommene Konzept konsequent fort. Dem mit dem Vorgängeralbum aufgegriffenen kunstvollen Sound wurden erneut Bluesrock-Anleihen beigemischt. Mit I’ll Be Gone und Launching Place coverte die Earth Band A- und B-Seite einer Single der australischen Band Spectrum, die in ihrem Heimatland in den 1970er Jahren erfolgreich war. Als Marketing-Gag erhielt jeder Käufer in Großbritannien zusammen mit dem Album die Option auf einen Anteil von einigen Quadratzentimetern („one square foot“) Land auf einem Hügel in Wales: Zitat: “The owner of this album is entitled to rights over one square foot of the earth situated at Llanerchyrfa in the County of Breron, Wales in Great Britain, subject to registration on or before 31st December, 1975.” Die Rückseite des Albums enthält einen Abdruck der entsprechenden Urkunde sowie ein Foto des Hügels.
Das sechste Album der Band, das 1975 erschien, Nightingales & Bombers, enthielt mit Spirits in the Night die erste Bruce-Springsteen-Coverversion der Earth Band. Der Sound des Albums folgt dem Titel dieses Songs und enthielt durchweg ein düsteres und geheimnisvolles Flair. Solistisch dominierte Manfred Manns Minimoog, den er von diesem Zeitpunkt an verstärkt mit Resonanzfilter nutzte. Besonders gut zu hören ist dies in den Instrumental-Stücken As Above, So Below und Crossfade.

### 1976–1988
Ab 1975 kam es zu Veränderungen: Der Sänger und Gitarrist Mick Rogers verließ im Herbst 1975 die Band. Ihn ersetzten Chris Thompson als Sänger und Gitarrist und Dave Flett, ebenfalls an der Gitarre. Ebenso verließ Colin Pattenden im Frühjahr 1977 die Band nach einer Tournee durch die USA. Neuer Bassist wurde Pat King. Dem personellen Umbruch folgte langsam ein musikalischer Stilwechsel. Zwar blieb das musikalische Erbe von Solar Fire bis in die 1980er Jahre als Kern des Bandsounds erhalten, man wandte sich aber zunehmend dem Mainstream zu.
Die größten kommerziellen Erfolge folgten für Manfred Mann’s Earth Band 1976 und 1978 mit den Alben The Roaring Silence und Watch. Auf diesen Platten finden sich Songs wie Blinded by the Light (ein weiteres Springsteen-Cover) und Davy’s on the Road again, die international zu Chart-Hits wurden. Blinded by the Light erreichte Platz 1 der Single-Charts in den USA.
Auch in den Folgejahren blieb die Band kommerziell erfolgreich. Die Alben Angel Station (1979) und Chance (1980) neigten zunehmend zur Pop-Musik. Bereits 1978 hatte mit Chris Slade das letzte Mitglied von Manns ursprünglicher Formation die Gruppe verlassen. Mit ihm ging auch der Leadgitarrist Dave Flett. Für diese kamen 1979 Steve Waller (Gitarre) und Geoff Britton (Schlagzeug) neu in die Band. Britton wurde bereits kurze Zeit nach den Aufnahmen für das Album Angel Station noch vor dessen Veröffentlichung wieder durch John Lingwood (Schlagzeug) ersetzt, da er gesundheitlich angeschlagen war.
Das Konzeptalbum Somewhere in Afrika (1982) beschäftigte sich thematisch mit der Apartheid in der südafrikanischen Heimat des Bandleaders, unter anderem in einer Version des Bob-Marley-Klassikers Redemption Song sowie Demolition Man, im Original von The Police. 1984 erschien ein Zusammenschnitt aus drei Konzerten der Somewhere in Europe-Tournee in Budapest und einem Auftritt in London als LP unter dem Namen Budapest Live. Die Platte enthielt (mit Ausnahme von Spirits in the Night vom Nightingales and Bombers-Album) ausschließlich Songs aus der kommerziell erfolgreichen Phase seit 1978.
Nach 1984 wurde es still um die Earth Band. Erst 1986 erschien mit Criminal Tango ein neues Album, auf dem wieder Mick Rogers mitwirkte. 1987 folgte Masque, das eine Neuaufnahme des Songs Joybringer enthielt, der als Single zum Solar Fire-Album der erste kommerzielle Erfolg für die Earth Band war. Außerdem wirkte Maggie Ryder als Sängerin mit und ersetzte Chris Thompson, der sich auf seine Solo-Karriere konzentrierte und für John Farnham unter anderem den Welthit You’re the Voice schrieb. Beide Alben erreichten jedoch nicht mehr die Verkaufszahlen der Vorgänger. 1988 löste sich die Earth Band auf.

### Seit 1991
1991 schaffte es Manfred Mann, die Band mit Mick Rogers neu zu formieren. Die 1990er Jahre waren hauptsächlich von Tourneen und Live-Auftritten geprägt, bei denen die Sänger Noel McCalla und später auch wieder Chris Thompson die Band ergänzten. In der Folge wurden in den 1990er Jahren ein neues Studio- und ein Livealbum (Soft Vengeance, 1996 und Mann Alive, 1998) veröffentlicht. Chris Thompson verließ die Band 1997 erneut.
Im Jahr 2004 veröffentlichte Manfred Mann erneut ein Studioalbum mit dem Namen 2006, auf dem er neue musikalische Wege ging und auf dem er sich selbst den neuen Alias „Manfred Mann '06“ gab, um sich von seiner bisherigen Arbeit mit MMEB für dieses Projekt abzugrenzen. Der Name ist nach eigener Aussage als Witz gedacht: Die CD erschien in allen Ländern in den Jahren 2004 und 2005. Auf dem Album, das unter Manfred Mann with Manfred Mann’s Earth Band erschien, war neben den damaligen Bandmitgliedern auch wieder Chris Thompson zu hören. Außerdem hatten neben vielen weiteren Künstlern die Saxophonistin Barbara Thompson und der Rapper Thomas D. Gastauftritte.
Manfred Mann’s Earth Band trat vor allem in Mitteleuropa weiter regelmäßig auf. Die Besetzung entsprach der Formation aus den 1990er Jahren, allerdings wechselte mehrmals der Schlagzeuger. Etwas mehr Konstanz auf dieser Position trat ab 2007 mit Jimmy Copley ein. Noel McCalla verließ die Band im September 2009. Für ihn kam als neuer Leadsänger Peter Cox in die Band. Im Sommer 2010 war Noel McCalla dennoch weiterhin bei einigen Konzerten mit dabei, um den noch durch anderweitige Verpflichtungen verhinderten Cox zu vertreten. Doch bereits am 18. März 2011 verkündete die Band, dass Peter Cox durch Robert Hart als neuem Sänger ersetzt werde. Im Dezember 2015 musste Jimmy Copley nach einer Leukämiediagnose die Band verlassen. Seit 2016 sitzt wieder John Lingwood am Schlagzeug.
Schon 2009 kündigte Manfred Mann ein Soloalbum an, auf dem ihn verschiedene Künstler unterstützen sollten. Die Veröffentlichung des schließlich Lone Arranger betitelten Albums ließ allerdings bis zum 17. Oktober 2014 auf sich warten. Ein weiteres Mick Rogers-Soloalbum, das zunächst unter dem Titel The Guitarist veröffentlicht werden sollte, erschien am 15. März 2013 als Sharabang.
Im Jahr 2023 feierte die Band ihren 2000. Liveauftritt mit der Veröffentlichung der Kompilation 2000 Concerts… And Counting.

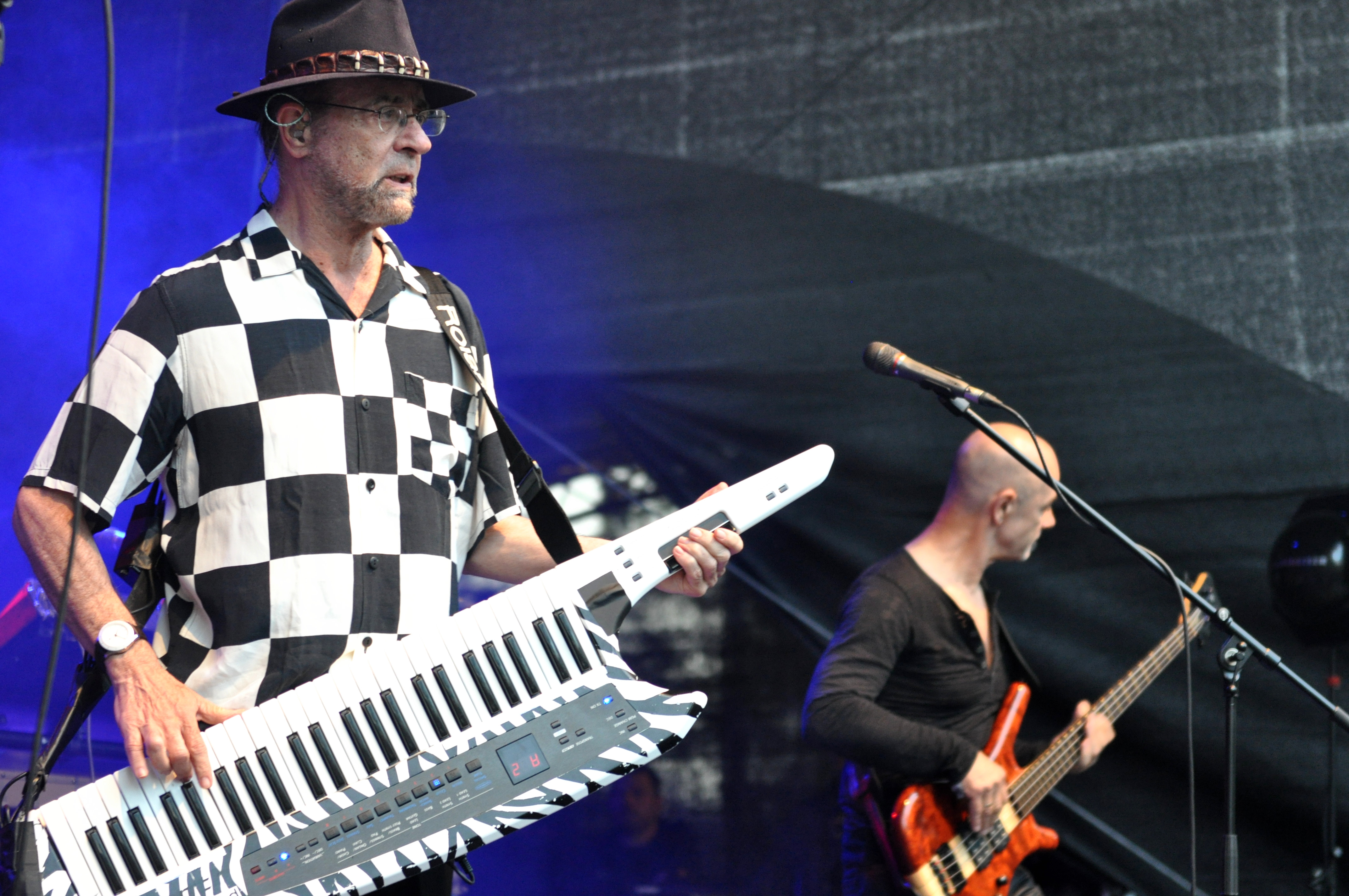
Manfred Mann 2016
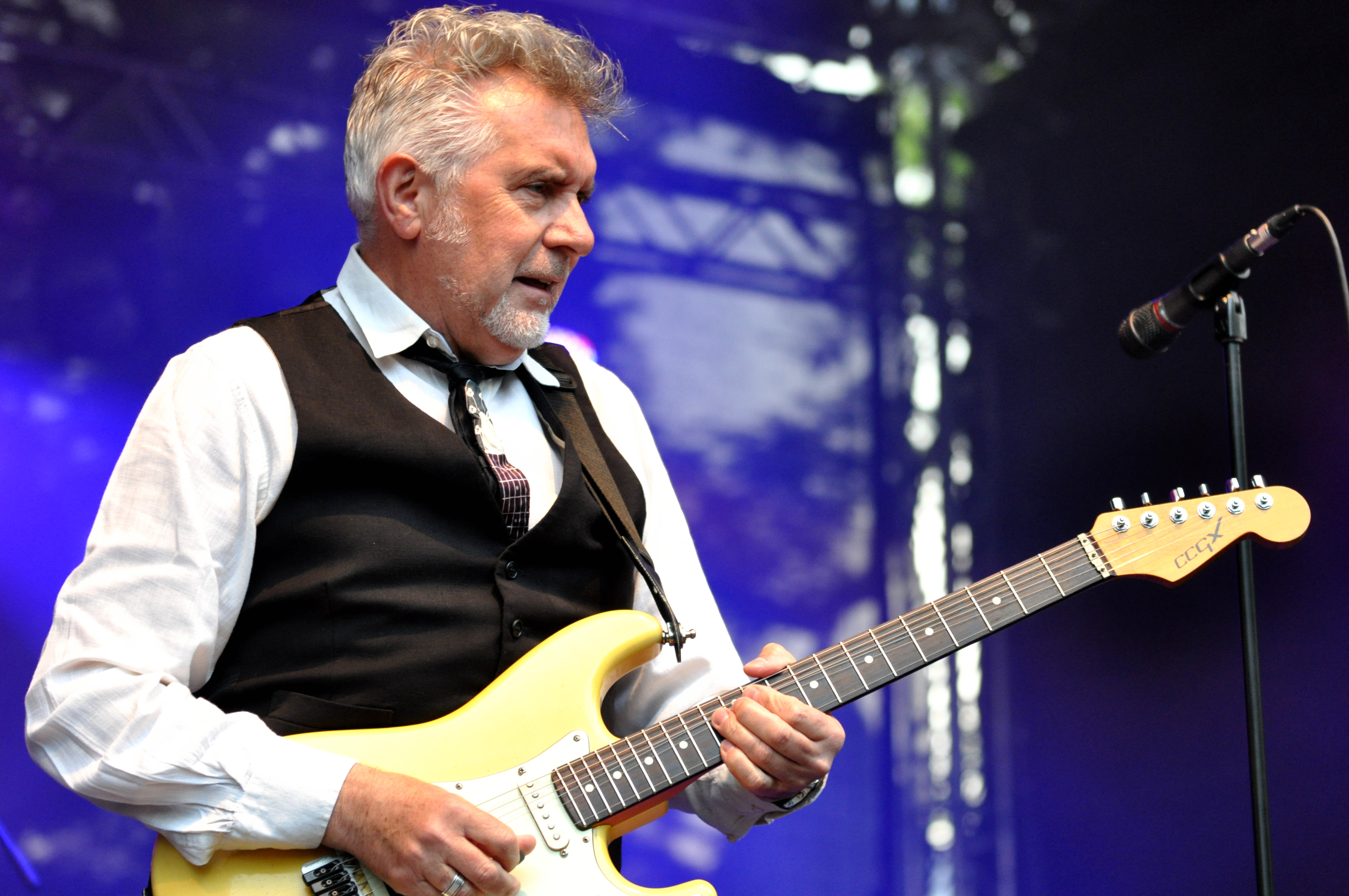
Mick Rogers 2016
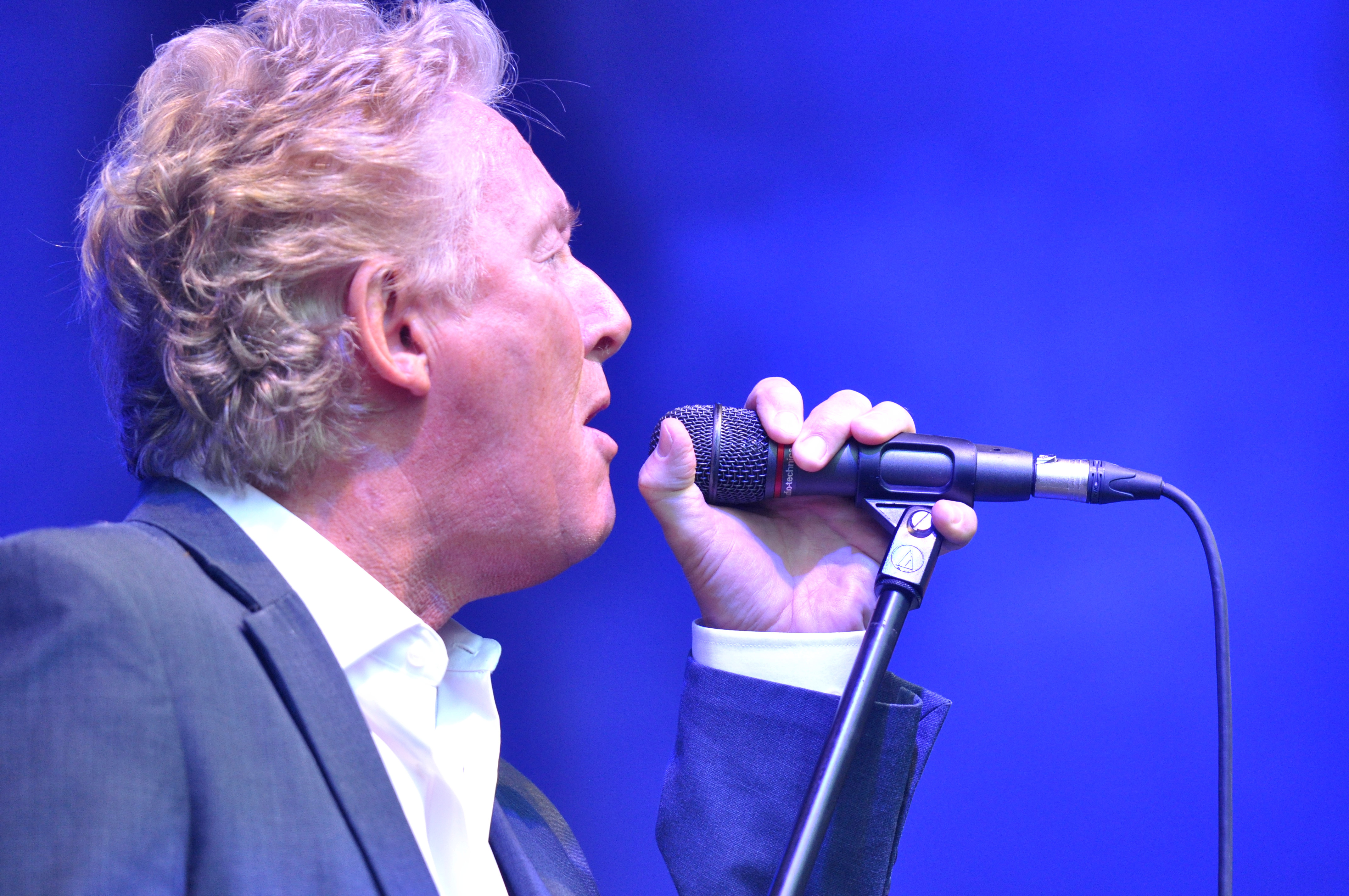
Robert Hart 2016
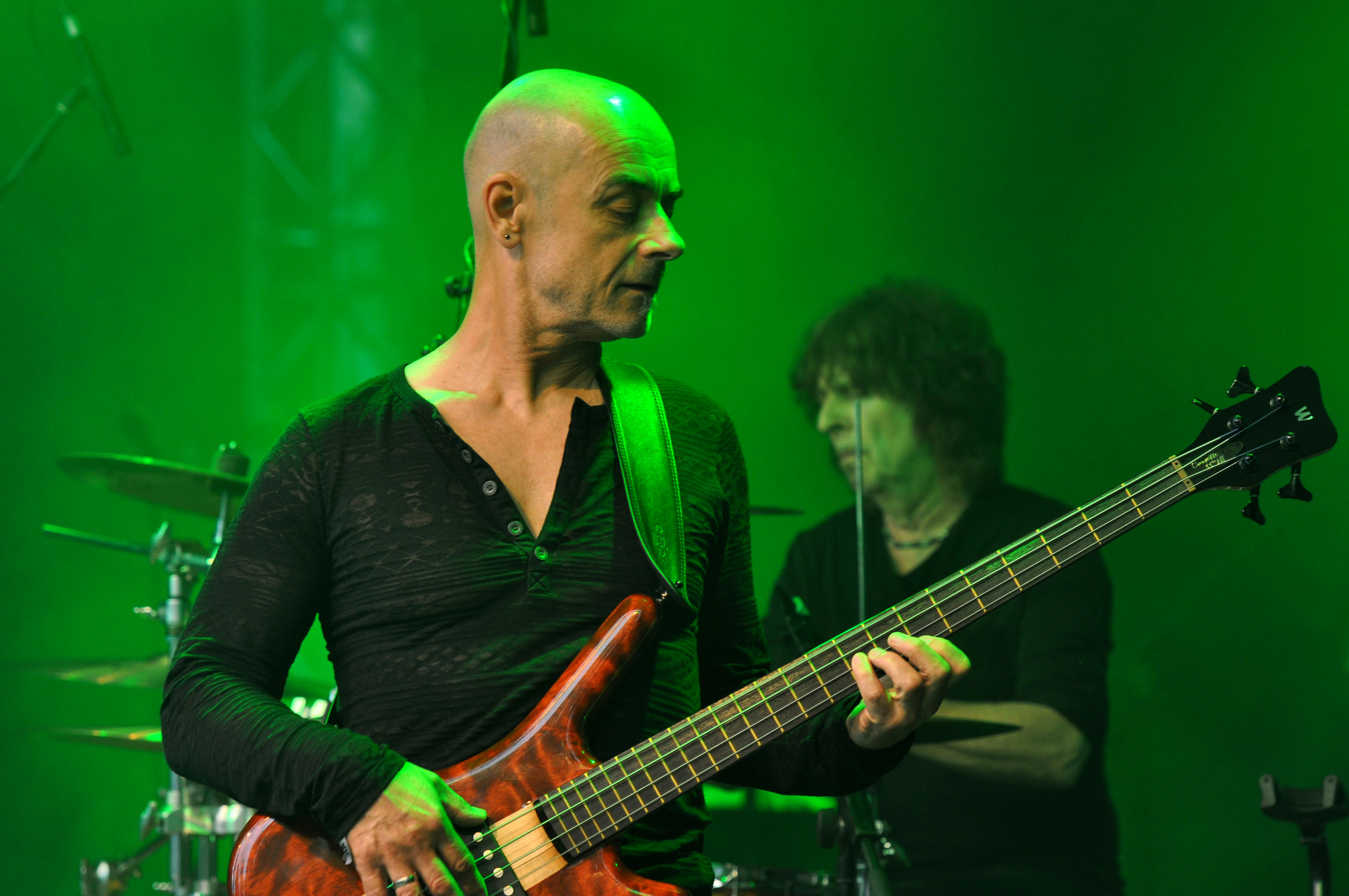
Steve Kinch 2016, im Hintergrund John Lingwood
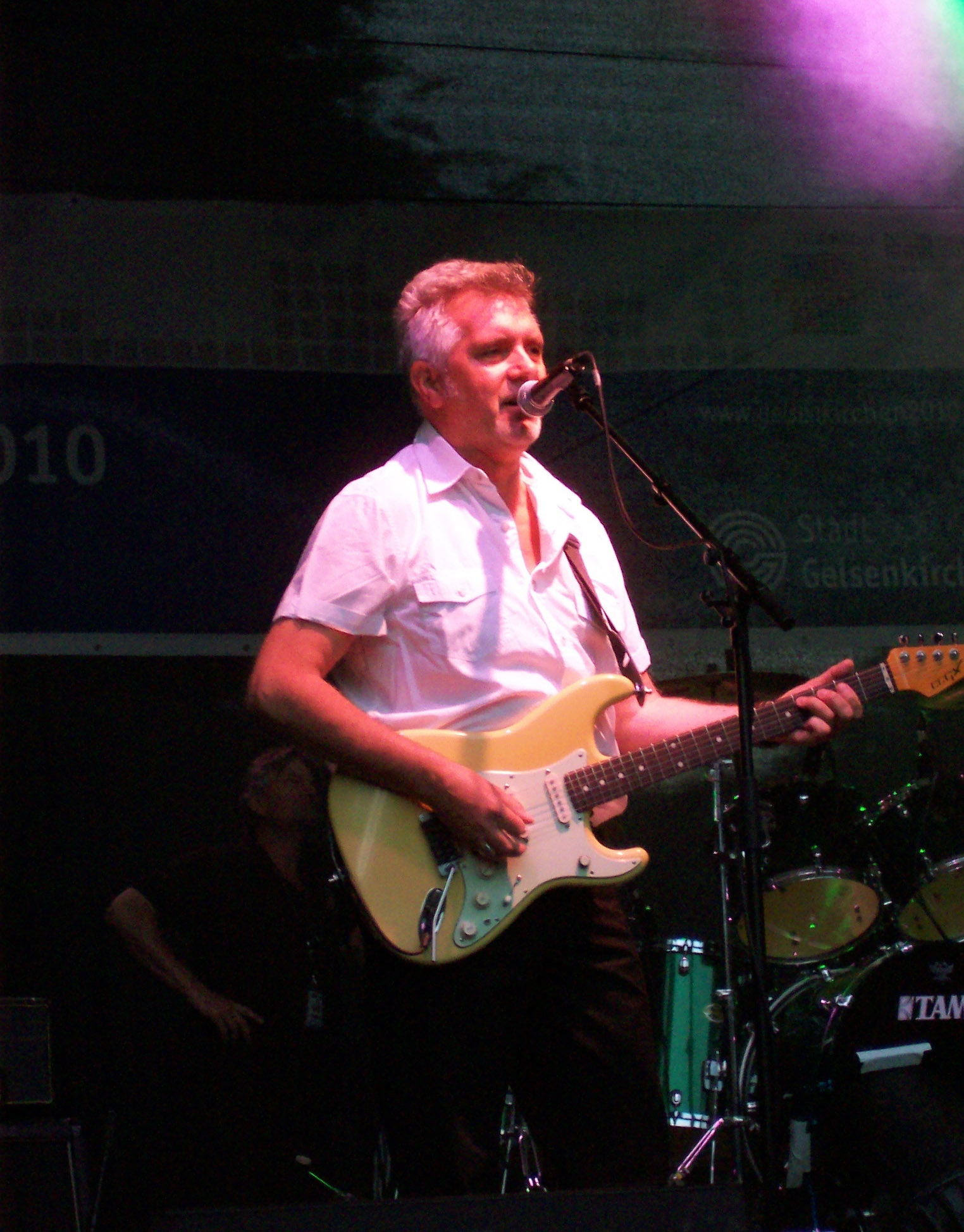
Der Gitarrist und Sänger Mick Rogers (2010)
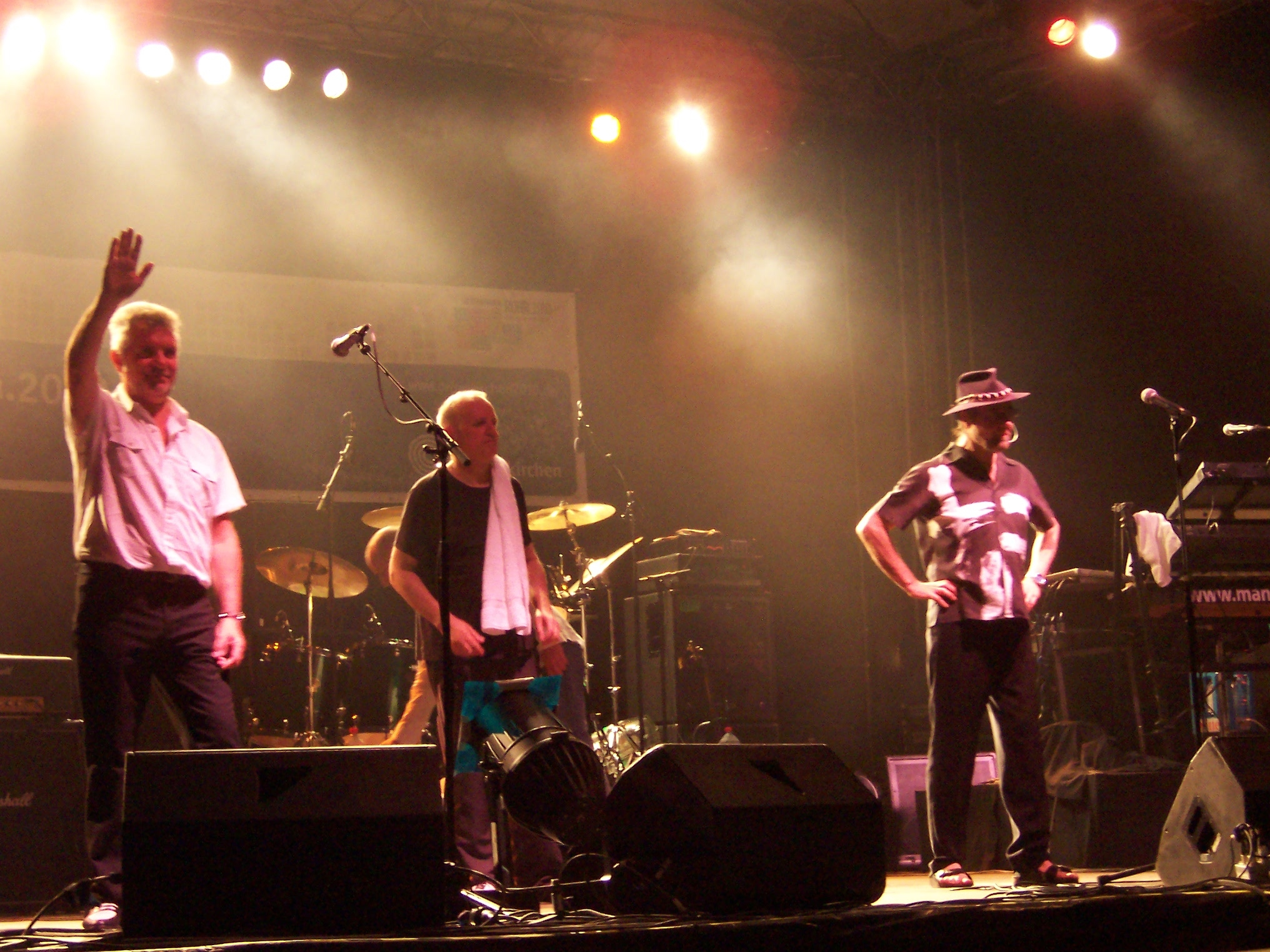
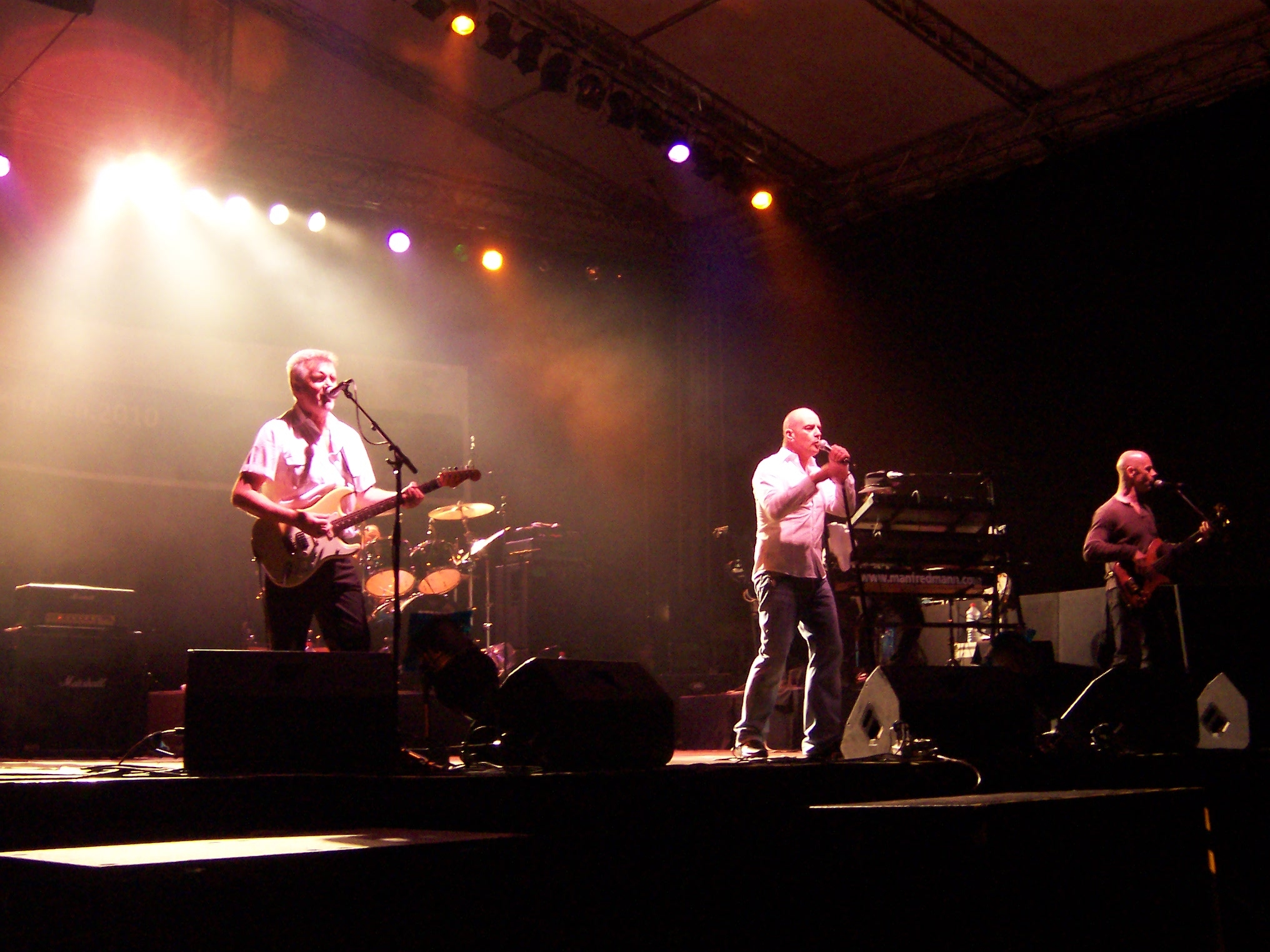
Manfred Mann’s Earth Band live in Gelsenkirchen am 11. Juni 2010
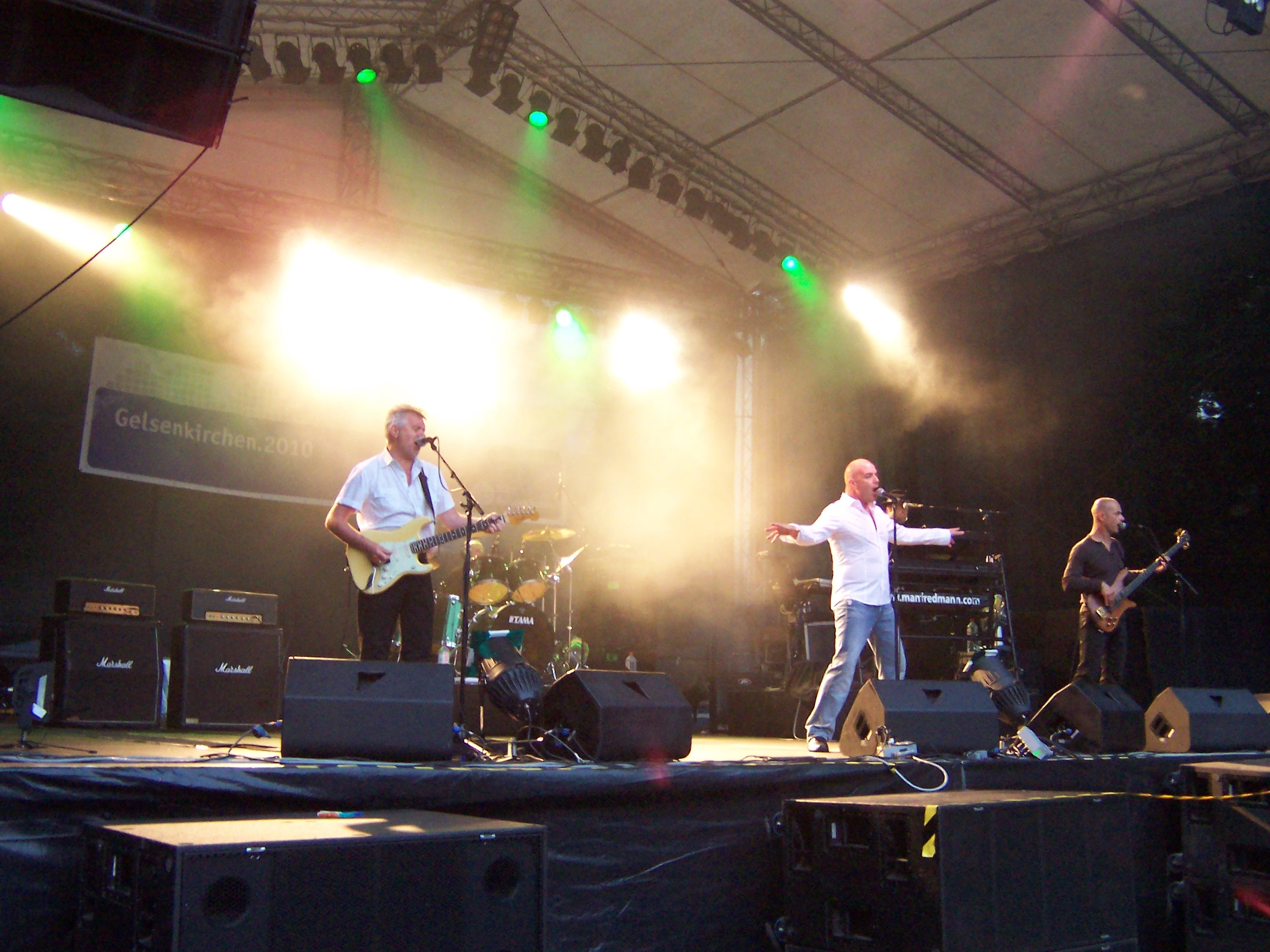

## Diskografie
Siehe dort speziell nur die Abschnitte über Manfred Mann’s Earth Band.